# Vasilis Stavrakakis
Vasilis Stavrakakis (griechisch Βασίλης Σταυρακάκης, * 1946) ist ein griechischer Sänger.
Stavrakakis entstammt einer kretischen Musikerfamilie, der u. a. auch Nikiforos Stavrakakis, Michalis Stavrakakis, Antonis Stavrakakis, Charis Stavrakakis und Giorgis Stavrakakis angehören. Bekannt wurde er vor allem als langjähriger Interpret der Lieder seines Cousins Mitsos Stavrakakis. In 25 Jahren Zusammenarbeit mit Ross Daly entstanden Songs, die heute zum festen Bestand des modernen musikalischen Repertoires zählen.